# 瓦卢瓦地区贝唐库尔
瓦卢瓦地区贝唐库尔（法語：Béthancourt-en-Valois，法語發音：[betɑ̃kuʁ ɑ̃ valwa]）是法国瓦兹省的一个市镇，属于桑利斯区。

## 地理
瓦卢瓦地区贝唐库尔（49°17'5"N, 2°52'38"E）面积4.12 平方千米，位于法国上法蘭西大區瓦兹省，该省份为法国北部内陆省份，北起索姆省，西接厄尔省和滨海塞纳省，南至塞纳-马恩省和瓦兹河谷省，东临埃纳省。
与瓦卢瓦地区贝唐库尔接壤的市镇（或旧市镇、城区）包括：日洛库尔、费尼厄、奥鲁伊、塞里-马涅瓦勒。

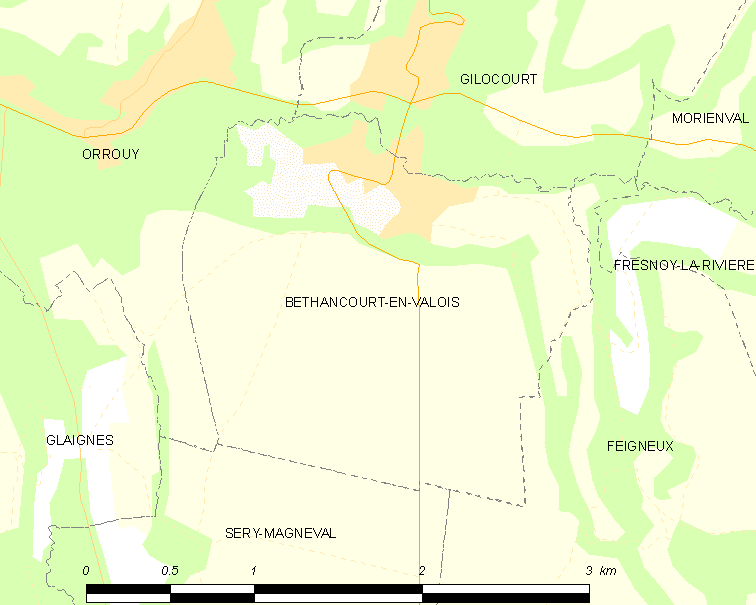
瓦卢瓦地区贝唐库尔的OSM定位图

瓦卢瓦地区贝唐库尔的时区为UTC+01:00、UTC+02:00（夏令时）。

## 行政
瓦卢瓦地区贝唐库尔的邮政编码为60129，INSEE市镇编码为60066。

## 政治
瓦卢瓦地区贝唐库尔所属的省级选区为瓦卢瓦地区克雷皮县。

## 人口

1962-2008年间瓦卢瓦地区贝唐库尔人口变化图示

瓦卢瓦地区贝唐库尔于2022年1月1日时的人口数量为206人。